# Paul Zürcher
Paul Zürcher (* 29. Juni 1893 in Sunthausen; † 5. November 1980 in Freiburg im Breisgau) war ein deutscher Jurist und Politiker (BCSV, CDU).

## Leben
Paul Zürcher wurde als Sohn eines Landwirtes geboren. Nach dem Schulbesuch verdiente er seinen Lebensunterhalt zunächst als Hirtenjunge. 1898 erhielt er eine Anstellung als Hoteljunge, zunächst in Freiburg, dann in Wiesbaden und Trier. Von 1914 bis 1918 nahm er als Soldat am Ersten Weltkrieg teil. Während des Krieges wurde er in Nordfrankreich, an der Ostfront sowie im Elsass eingesetzt und dabei zweimal verwundet. Für seine Verdienste wurde er mit dem Eisernen Kreuz II. Klasse, der Badischen Verdienstmedaille, dem Frontehrenzeichen sowie mit dem Verwundetenabzeichen in schwarzer Ausführung ausgezeichnet.
Nach Beendigung des Krieges erhielt Zürcher Privatunterricht. Er legte das Abitur am Realgymnasium ab und studierte von 1920 bis 1923 Rechtswissenschaft, Philosophie und Volkswirtschaft an den Universitäten in Freiburg, London und Den Haag. 1923 bestand er die Erste Juristische Staatsprüfung, 1924 promovierte er in Freiburg bei Professor Wilhelm van Calker zum Dr. jur. (Dissertation: Die Durchsetzung anglo-amerikanischer Rechtsgedanken im Friedensvertrag vom 28. Juni 1919) und 1925 bestand er die Zweite Juristische Staatsprüfung. Neben seiner Studien- und Referendarzeit war er als Redakteur die Freiburger Tagespost, einem Organ der Zentrumspartei, tätig. 1923 trat er in den badischen Justizdienst ein und von 1927 bis 1930 arbeitete er als Staatsanwalt in Pforzheim. Im Anschluss daran wurde er Amtsgerichtsrat in St. Blasien und von 1932 bis 1944 war er in gleicher Funktion am Amtsgericht Freiburg im Breisgau tätig. Von 1944 bis 1945 war er Rüstungsarbeiter in Freiburg.
Nach dem Zweiten Weltkrieg war Zürcher zunächst kommissarischer Präsident des Landgerichtes Freiburg. Im September 1945 wurde er Leiter der deutschen Justizverwaltung für die Französische Besatzungszone im Bereich Baden. Von 1946 bis 1947 hatte er als Ministerialdirektor die Leitung des Badischen Justizministeriums inne. Im April 1948 wurde er zum Präsidenten des Oberlandesgerichtes Freiburg ernannt.
Zürcher zählte im Dezember 1945 zu den Gründern der BCSV, aus der später die badische CDU hervorging. Ab Mai 1947 gehörte er als Abgeordneter dem Badischen Landtag an. Als Bevollmächtigter des Landes Baden nahm er 1948 am Verfassungskonvent auf Herrenchiemsee teil. Nach seiner Ernennung zum Präsidenten des Freiburger Oberlandesgerichtes und seiner Wahl zum Präsidenten des Badischen Staatsgerichtshofes legte er am 13. April 1948 sein Landtagsmandat nieder. In den Auseinandersetzungen um die Bildung des Südweststaates setzte er sich erfolglos für die Wiederherstellung des ehemaligen Landes Baden ein. Nach der Konstitution des neuen Landes wurde das Oberlandesgericht Freiburg am 1. Juli 1953 aufgehoben und sein Bezirk dem Oberlandesgericht Karlsruhe zugeschlagen. Aufgrund dessen wurde Zürcher zunächst als Oberlandesgerichtspräsident in den Wartestand und 1958 schließlich in den Ruhestand versetzt.
Paul Zürcher war seit 1928 verheiratet und hatte drei Söhne.

## Ehrungen
- 1952: Großes Verdienstkreuz der Bundesrepublik Deutschland